# Mariano Galván Rivera
 Mariano Galván Rivera (Tepotzotlán, 12 de septiembre de 1791 - 1876), fue un librero, editor y calendarista mexicano del siglo XIX, conocido por sus "Calendarios de Mariano Galván Rivera", que empezó a publicar en 1826.

## Biografía
Mariano Galván se estableció en la Ciudad de México como librero en 1825. Joaquín García Icazbalceta lo llamó el fundador del comercio de librería en México.  El 8 de julio de 1863 fue integrado a la Asamblea de Notables, la cual formó parte de la reinstauración del Segundo Imperio Mexicano (1863-1867); a la caída de éste, fue apresado hasta que, por cuestiones de salud, le concedieron el indulto. Falleció en la Ciudad de México en 1876.

## Taller de imprenta
En 1826 estableció un taller de imprenta que puso al cuidado de Mariano Arévalo. Este taller fue liquidado en 1841, sin embargo, tuvo una vida productiva, publicando los Calendarios que llevan su nombre, la Biblia de Vencé y las primeras ediciones de El Quijote y El periquillo Sarniento. También publicó los periódicos El Observador y El indicador.